# Anneville (Ulvenhout)
Anneville is een landgoed en buurtschap  bij Ulvenhout in de buurtschap Geersbroek, in de Nederlandse provincie Noord-Brabant.
Het heeft een oppervlakte van 27 hectare ten zuiden van de A58 in de gemeente Alphen-Chaam, en circa 6 hectare ten noorden van de A58 in de gemeente Breda.

## Geschiedenis
Anneville is in 1844 gesticht door Prosper Cuypers van Velthoven in de buurtschap Geersbroek (lokaal bekend als Gatbroek) bij Ulvenhout, even ten zuiden van Breda.
Zoals bij vele landgoederen ligt de oorsprong van het landgoed bij een pachtboerderij, waar de eigenaar een zogenaamde Herenkamer liet aanbouwen. In 1851 werd een aanvang gemaakt met de bouw van het landhuis, naar het ontwerp van de architect Antoine Trappeniers.
Er is weinig bekend over deze eerste aanleg van huis en park, en tekeningen en beschrijvingen die er wel zijn komen niet overeen. Uit kadastrale gegevens blijkt dat dwars door het huidige park nog een pad liep, waar zelfs huisjes of schuurtjes stonden. Een eventueel oorspronkelijk park was in ieder geval kleiner dan het huidige. Het eerste bekende ontwerp stamt uit ca. 1865. De ontwerper is onbekend, maar waarschijnlijk is hier sprake van een ontwerp door een boomkweker die ook het plantmateriaal leverde. Later is er opnieuw een ontwerp gemaakt. Hiervan zijn zowel jaar van aanleg als ontwerper onbekend. Van beide ontwerpen zijn nog restanten te vinden.
Tot de jaren twintig is het huis gebruikt voor bewoning door de eigenaren. Vervolgens werd Anneville gehuurd door de Bredase hotelier Coumans, die van Anneville een hotel-restaurant en theeschenkerij maakte. Dit gebruik heeft tot 1955 geduurd, met een korte onderbreking tegen het einde van de Tweede Wereldoorlog. In de laatste maanden van de oorlog werd Anneville door de Duitsers gevorderd en gebruikt als bakkerij, met name rond het Koetshuis. Na de bevrijding van Zuid-Nederland was Anneville tot en met april 1945 het verblijf van prins Bernhard, toen deze zijn hoofdkwartier in Breda had. Na zijn vertrek werd Anneville op 3 mei 1945 voor ongeveer zes weken de residentie van koningin Wilhelmina, waar zij woonde met haar drie adjudanten Erik Hazelhoff Roelfzema, Peter Tazelaar en Rie Stokvis.
Hier bereikte haar het nieuws van de capitulatie van de Duitsers in Nederland. Anneville werd daarop het toneel van enkele grote defilés door onder andere de bewoners van Breda en omgeving en van de buurtschap Geersbroek. Haar verblijf werd afgesloten met een feest voor diezelfde buurtschap. Het Koetshuis deed in deze periode dienst als legering voor de wacht en als garage. Ten behoeve van dit gebruik is het in 1944 door de Engelsen vergroot.
Vervolgens werd het gebruik als hotel-restaurant hervat. Anneville werd toen ook al gebruikt voor conferenties. Zo werden in de eerste helft van de jaren vijftig op Anneville enkele Benelux-verdragen gesloten. Hierna werd het achtereenvolgens gehuurd door Thomsen's Verenigde Havenbedrijven uit Rotterdam en de Outward Bound Zee- en Bergscholen Nederland.
Vanaf 1992 is het landhuis na een renovatie verhuurd aan Pieck van Hoven als rentmeesterskantoor (www.vhno.nl) en woonhuis. In 1997/98 werd het Koetshuis grotendeels gerestaureerd en gerenoveerd tot het congrescentrum Koetshuis Anneville. In 2000 zijn de werkzaamheden aan het landhuis afgerond met de restauratie van het dak.
De familie de Constant Rebecque, eigenaar van Anneville, woont nog steeds op het landgoed. De exploitatie van het Koetshuis is ook in handen van de familie de Constant Rebecque.

## Trivia
- Aan de zuidwestkant van Breda, aan de snelweg A16 tussen Rotterdam en Antwerpen, lag een soort tegenhanger van Hotel Anneville, het witte hotel Princeville. Sinds 2006 is de bekende witte villa verruild voor een nieuw modern rood gebouw, Hotel Princeville Breda. Vroeger landelijk en rustiek gelegen ligt het nu bij het drukke verkeersknooppunt Princeville. Een van de exploitanten van Princeville was Coumans nadat hij Anneville had verlaten.